# Poroszkay Béla
Poroszkay Béla Péter János (Szántova, 1847. szeptember 27. – Nagybecskerek, 1919. október 22.) vármegyei főügyész, hitelszövetkezeti hálózat-alapító, agrárius szakíró, királyi tanácsos

## Pályafutása
Poroszkay Ignác mérnök, író és Kováts Katalin gyermeke. Elemi iskoláit a Bács vármegyei Szántován végezte el, majd középiskolába Székesfehérváron járt. A jogi pálya mellett kötelezte el magát, jogi egyetemi tanulmányait Budapesten, Bécsben és Prágában végezte el. 1873-ban nevezték ki Torontál vármegye alügyészévé, s már egy év múlva, 1874-ben főügyészi rangba került. Széles körű tanulmányutakat tett, szinte valamennyi földrészen járt: Német-, Francia-, Olasz-, Svédországban, Angliában, Oroszországban, Norvégiában és Amerikában, ahol főleg a gazdasági és szövetkezeti intézményeket választotta tanulmányozása tárgyául. Már az 1880-as években mozgalmat indított a délvidéki szövetkezetek alapítása érdekében és meghonosította a Torontál megyei községi takarékpénztárakat. 1896 óta száznál több hitelszövetkezetet alapított megyéjében, s a Torontál megyei Központi Hitelszövetkezet elnöki tisztét is betöltötte.
Agrárius szemléletű volt, agrárpolitikai, társadalmi, szövetkezeti témájú cikkeket írt a Torontálba, a Nagybecskereki Hírlapba, s a Hazánk gazdasági rovatának állandó munkatársaként is publikált. Sokat tett a nagybecskereki iparvállalatok (cukorgyár), a szövetkezeti gabonaraktárak létesítése érdekében. Elnöke volt az 1909-től  Nagybecskereken működő Torontáli agrárbank Rt.-nak, vezérigazgató elnöke az 1896-ban létrehozott Torontál vármegyei központi hitelszövetkezetnek, s az 1917-ben alapított nagybecskereki Téglagyári és Építőipari Részvénytársaságnak is igazgatósági tagja volt.
1916. augusztus 30-án az uralkodó királyi tanácsosi címmel ruházta fel.
1895-ben Nagybecskerek rendezett tanácsú város határában három tagban 211 kataszteri hold, főként szántóként hasznosított földbirtoka volt, az átlaghoz képest kiemelkedő szarvasmarha- (49) és ló- (28) állománnyal.

## Művei
- Miért van szükség vidéki központi hitelszövetkezetekre? Nagybecskerek, 1901, 15 o.
- Über die Wichtigkeit und den Nutzen der Getreide-Verkaufs-Genossenschaften. Nagybecskerek, 1902, Pleitz ny., 35 o.
- A Szövetkezeti magtáraknak különös fontossága hazánkban. Nagybecskerek, 1902, Pleitz ny., 43 o.
- Gazdasági érdekképviselet. Nagybecskerek, 1903, 33 o.
- A délvidéki forrongás. Hazánk, 1904. február 23. 46. szám
- Szövetkezeti intézményeink kiépítése. Szövetkezeti és nemzetiségi politika. [Kiad. a] Torontálmegyei Szövetkezetek Szövetsége. Nagybecskerek, 1918, Pleitz ny. 36 o.